# Ка Флоренс (Тревизо)
Ка Флоренс је насеље у Италији у округу Тревизо, региону Венето.
Према процени из 2011. у насељу је живело 5 становника. Насеље се налази на надморској висини од 37 м.